# Divisions du sumo professionnel
 (avril 2022).
La mise en forme du texte ne suit pas les recommandations de Wikipédia : il faut le « wikifier ».
Les points d'amélioration suivants sont les cas les plus fréquents. Le détail des points à revoir est peut-être précisé sur la page de discussion.
- Les titres sont pré-formatés par le logiciel. Ils ne sont ni en capitales, ni en gras.
- Le texte ne doit pas être écrit en capitales (les noms de famille non plus), ni en gras, ni en italique, ni en « petit »…
- Le gras n'est utilisé que pour surligner le titre de l'article dans l'introduction, une seule fois.
- L'italique est rarement utilisé : mots en langue étrangère, titres d'œuvres, noms de bateaux, etc.
- Les citations ne sont pas en italique mais en corps de texte normal. Elles sont entourées par des guillemets français : « et ».
- Les listes à puces sont à éviter, des paragraphes rédigés étant largement préférés. Les tableaux sont à réserver à la présentation de données structurées (résultats, etc.).
- Les appels de note de bas de page (petits chiffres en exposant, introduits par l'outil «  Source ») sont à placer entre la fin de phrase et le point final[comme ça].
- Les liens internes (vers d'autres articles de Wikipédia) sont à choisir avec parcimonie. Créez des liens vers des articles approfondissant le sujet. Les termes génériques sans rapport avec le sujet sont à éviter, ainsi que les répétitions de liens vers un même terme.
- Les liens externes sont à placer uniquement dans une section « Liens externes », à la fin de l'article. Ces liens sont à choisir avec parcimonie suivant les règles définies. Si un lien sert de source à l'article, son insertion dans le texte est à faire par les notes de bas de page.
- La présentation des références doit suivre les conventions bibliographiques. Il est recommandé d'utiliser les modèles {{Ouvrage}}, {{Chapitre}}, {{Article}}, {{Lien web}} et/ou {{Bibliographie}}. Le mode d'édition visuel peut mettre en forme automatiquement les références.
- Insérer une infobox (cadre d'informations à droite) n'est pas obligatoire pour parachever la mise en page.

Pour une aide détaillée, merci de consulter Aide:Wikification.
Si vous pensez que ces points ont été résolus, vous pouvez retirer ce bandeau et améliorer la mise en forme d'un autre article.
Le sumo professionnel, géré par l'Association japonaise de sumo, est découpé en six divisions. Les lutteurs sont promus et rétrogradés au sein et entre ces divisions en fonction de leurs nombres de victoires et de défaites dans les tournois officiels (pour plus d'informations, voir kachi-koshi et make-koshi). Plus le rang d'un lutteur dans sa division est élevé, plus le niveau général des adversaires qu'il doit affronter l'est également. Selon la tradition, chaque rang est subdivisé en Est et Ouest, les représentants de l'Est étant légèrement plus prestigieux et classés légèrement plus haut que leurs homologues de l'Ouest. 
Les divisions sont classées par ordre hiérarchique de la plus élevée à la plus basse.

## Makuuchi
Makuuchi (幕内), ou makunouchi (幕の内), est la division la plus élevée. Elle compte 42 lutteurs classés selon leur performance lors des derniers tournois. Au sommet se trouvent les « haut gradés », appelés san'yaku, qui comprennent les rangs de yokozuna, ōzeki, sekiwake et komusubi. Il y a normalement 8 à 12 lutteurs san'yaku ; les autres ont le rang de maegashira, numérotés à partir de 1 par classement décroissant. C'est la seule division dont les tournois sont retransmis en direct par la NHK et diffusés en anglais en plus du japonais. Les autres tournois sont diffusés sur des chaînes par satellite.

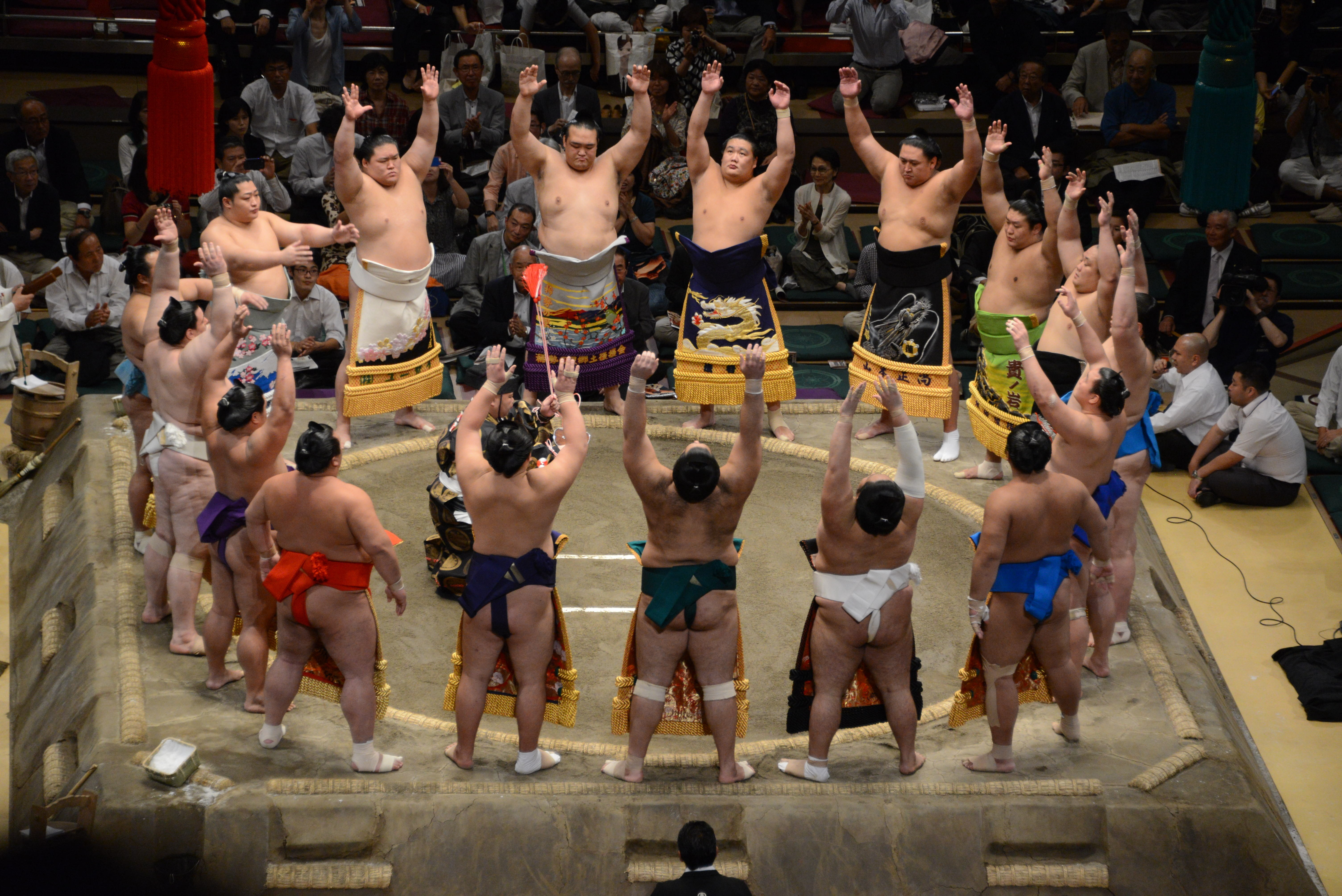
dohyō-iri en Makuuchi

Le nom makuuchi signifie « derrière le rideau », en référence aux débuts du sumo professionnel, lorsque les lutteurs les mieux classés pouvaient s'asseoir dans une zone fermée par un rideau avant d'apparaître pour leurs combats. 
Makuuchi peut également faire référence aux deux premières divisions makuuchi et jūryō dans leur ensemble car les lutteurs de ces divisions sont des professionnels entièrement salariés par opposition à leurs collègues des divisions inférieures.

## Jūryō
Jūryō (十両), est la seconde division, comprenant 28 lutteurs. Son nom signifie « dix ryō », soit la somme que les lutteurs recevaient généralement à une certaine époque. Le nom officiel est en fait jūmaime (十枚目), ce qui signifie « dixième place », et peut être entendu ou lu dans les communications officielles. Mais l'usage, y compris dans le monde-même du sumo, est d'appeler cette division jūryō. Les lutteurs de jūryō et makuuchi sont appelés sekitori. 

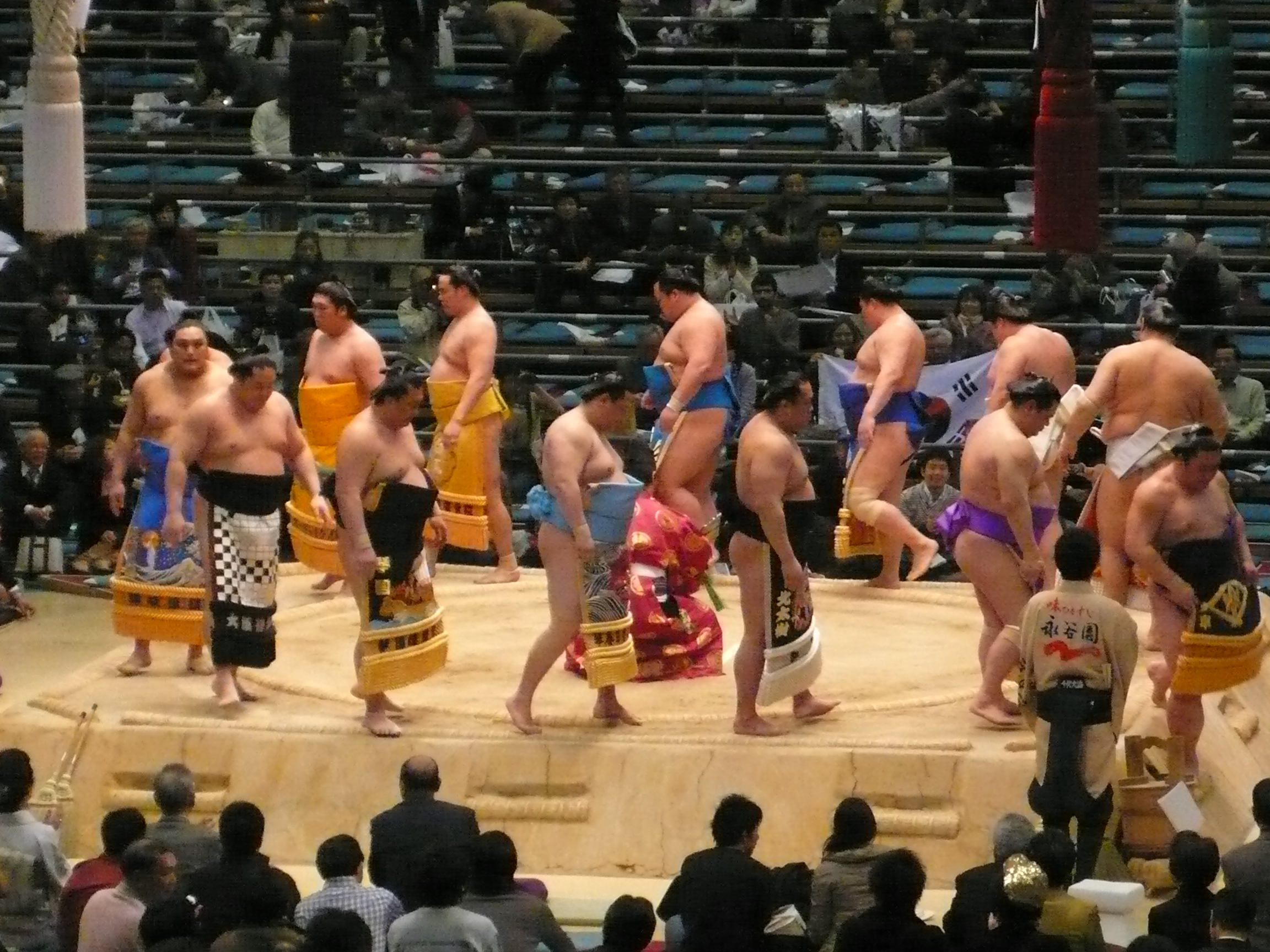
dohyō-iri en Jūryō

Les lutteurs de jūryō, comme ceux de makuuchi, reçoivent un salaire mensuel ainsi que des bénéfices complémentaires liés à leur statut de sekitori. Les lutteurs des divisions inférieures sont considérés comme en formation et reçoivent une indemnité réduite au lieu d'un salaire.
Les lutteurs de jūryō, avec leurs homologues de makuuchi, sont les seuls lutteurs de sumo professionnels qui participent à quinze combats par tournoi officiel. En cas de forfait sur blessure de lutteurs makuuchi, les lutteurs jūryō les mieux classés peuvent être amenés à affronter un lutteur de première division. De tels combats jūryō - makuuchi ne sont pas rares à la fin d'un tournoi, afin de déterminer les promotions et relégations entre les deux divisions.
Une fois qu'un lutteur est promu jūryō, il est considéré comme un professionnel, avec le salaire et les privilèges importants associés. Ainsi, les promotions en jūryō sont annoncées quelques jours seulement après la fin du dernier tournoi, alors que les autres classements ne sont pas annoncés avant plusieurs semaines.

## Makushita
Makushita (幕下) est la troisième division. Avant la création du jūryō, elle était directement inférieure à makuuchi. Makushita signifie « sous (shita) le rideau (maku) ».

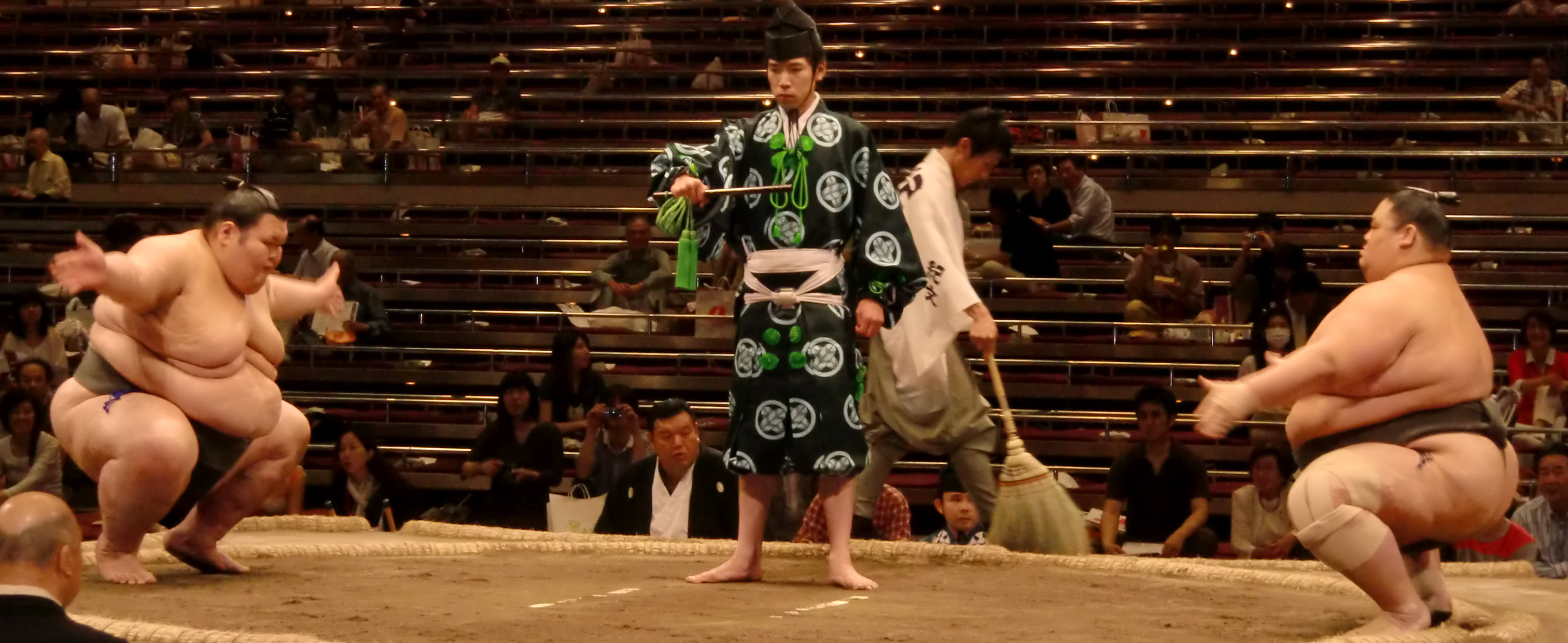
Combat de Makushita

Dans le système actuel, il y a 120 lutteurs dans la division (60 classés du côté Est et 60 du côté Ouest du banzuke). Contrairement aux lutteurs sekitori des divisions supérieures, les lutteurs de makushita ne combattent que sept fois au cours d'un tournoi.
On considère souvent que détenir le rang de makushita est la première étape pour devenir un lutteur de sumo professionnel (sekitori). De plus, elle peut être considérée comme la division la plus disputée, dans laquelle les lutteurs de sumo plus jeunes en progression entrent en compétition avec les lutteurs de sumo plus âgés qui ont quitté le jūryō et qui sont déterminés à regagner le rang supérieur. Compétition d'autant plus forte que la différence entre être le mieux classé en makushita et être le moins bien classé en jūryō a été comparée à celle entre être au paradis et être en enfer : un lutteur classé à makushita ou de rang inférieur doit effectuer des tâches pour l'écurie et pour ses collègues sekitori, tandis qu'un lutteur jūryō est servi. À noter également : le lutteur jūryō reçoit un salaire mensuel confortable, alors qu'un lutteur de makushita ne reçoit qu'une modeste allocation de subsistance.
Gagner les sept matchs d'un tournoi accorde une montée sans condition à la division jūryō si le lutteur est classé parmi les trente meilleurs lutteurs de la division. Pour tout autre membre de la division, un résultat de 7–0 garantit une promotion parmi les trente meilleurs membres, donc deux résultats successifs de 7–0 permettent à un lutteur makushita d'accéder au jūryō.
Ceux qui sont dans les rangs les plus élevés de la division et donc prévus pour une éventuelle promotion peuvent bénéficier d'un combat avec un lutteur de jūryō, soit dans le cadre de l'un des sept combats ordinaires, soit occasionnellement en supplément. Ce huitième match est parfois requis à la suite de forfaits en raison d'une blessure de sekitori, et est généralement attribué à un lutteur makushita qui a obtenu un résultat de 3-4 ou pire. Il est ignoré si le lutteur perd et compté s'il gagne, ce qui en fait un véritable combat bonus pour un lutteur makushita . Lors d'un tel combat, le lutteur makushita aura ses cheveux façonnés en un oicho-mage complet comme le font les sekitori mais continue de porter son mawashi en coton uni.
Le terme makushita peut également désigner l'ensemble des quatre divisions qui sont en dessous de jūryō.

## Sandanme
Sandanme (三段目) est la quatrième division. Cette division présente une première rupture dans le traitement reçu par le lutteur lors de sa montée dans les divisions : il a de meilleurs vêtements, n'est plus obligé de porter les geta à ses pieds et peut revêtir une sorte de pardessus sur son yukata. Cependant il garde son statut de lutteur en formation, auquel est associé une indemnité plutôt qu'un salaire. Les lutteurs de cette division sont astreints à sept combats par tournoi.

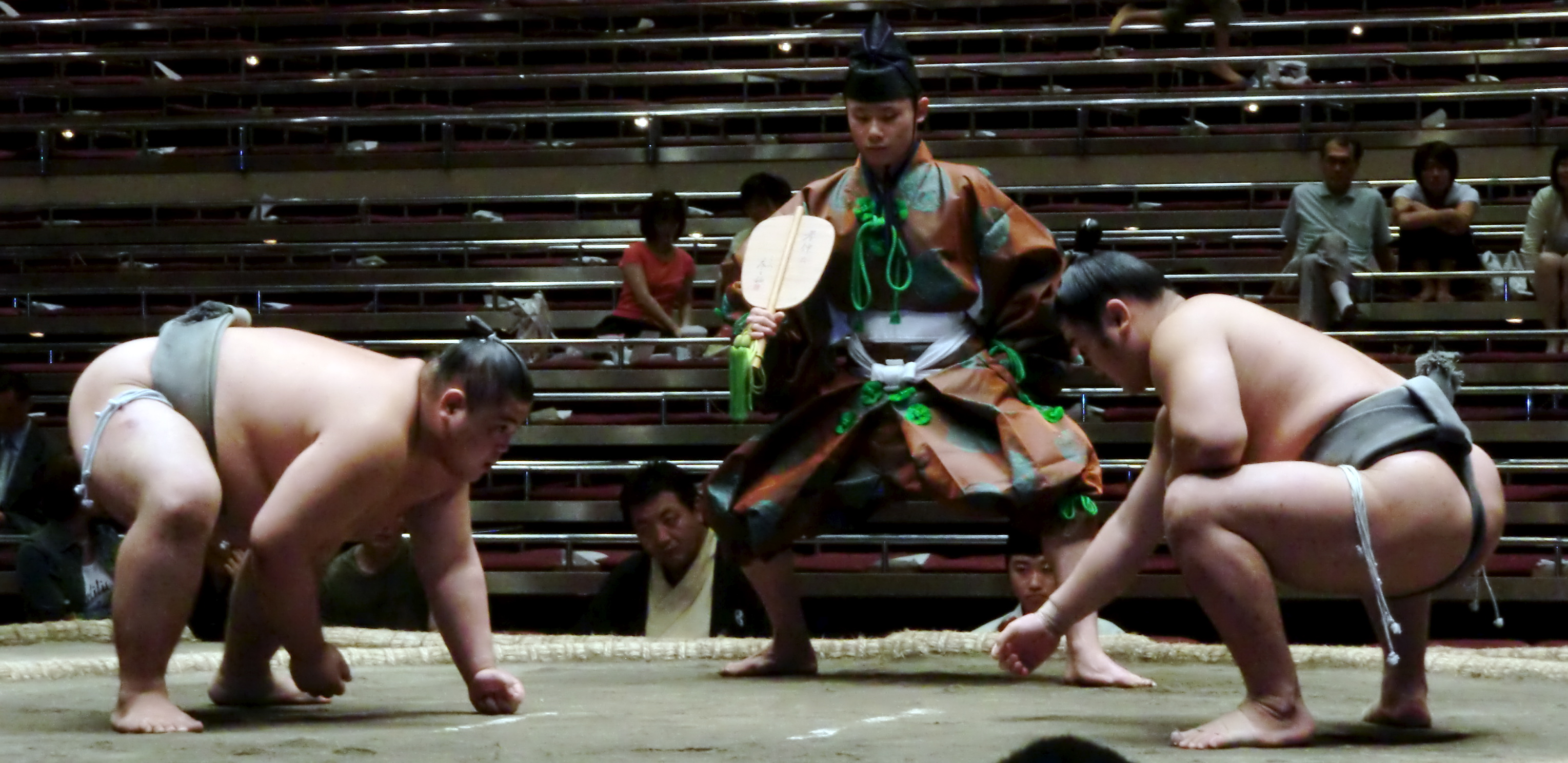
Combat de Sandanme

Le nombre de lutteurs de sandanme par tournoi est de 180 (contre 200 en mars 2022).

## Jonidan
Jonidan (序二段) est la cinquième division. Au contraire des divisions supérieures, le nombre de lutteurs n'y est pas fixe. Le nombre de combattants par tournoi est habituellement le plus élevé tous niveaux confondus, avec la participation de 200 à 250 lutteurs. Du fait de ce nombre et de la limite de sept combats par tournoi, une phase finale éliminatoire supplémentaire a généralement lieu afin de déterminer le vainqueur.

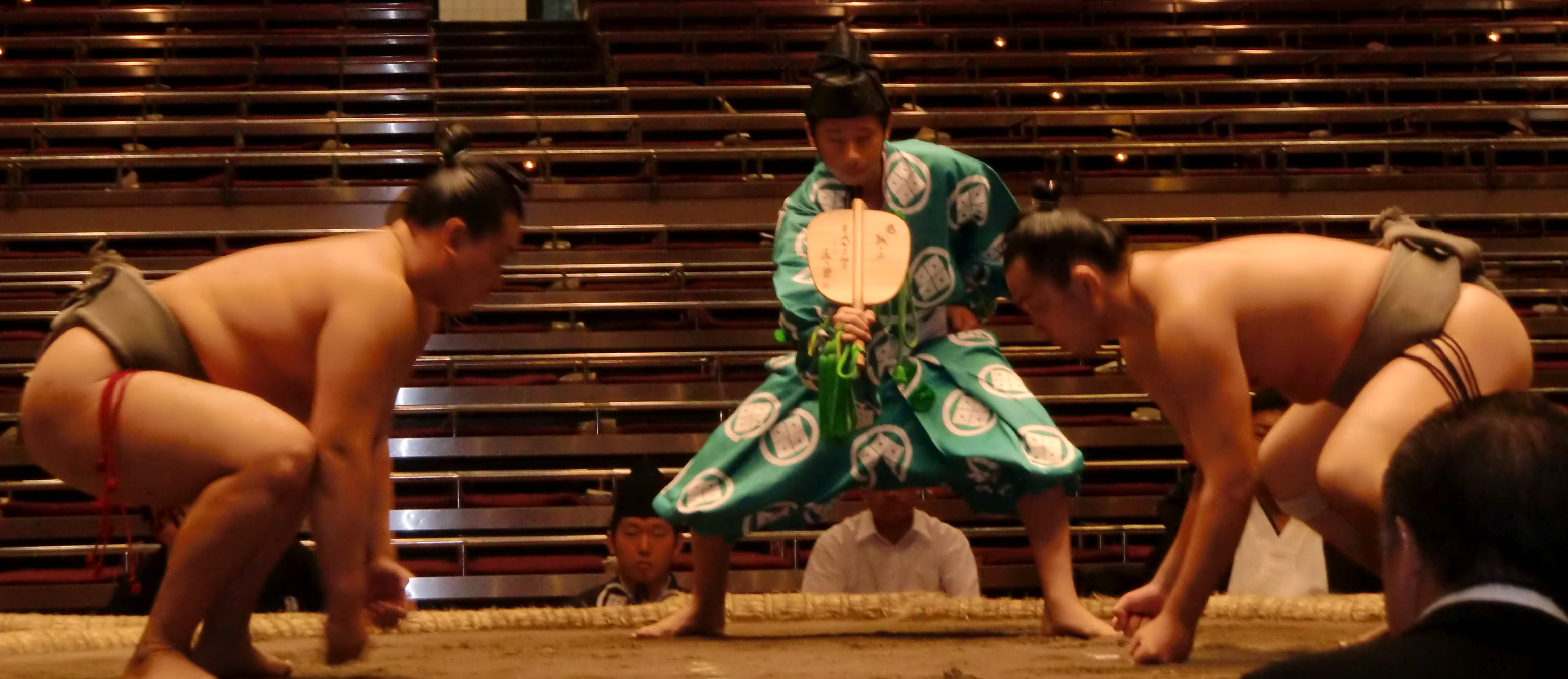
Combat de Jonidan

Il est interdit aux lutteurs de cette division de porter des pardessus sur leur fin yukata en coton, même en hiver, et ils doivent porter des geta aux pieds. Souvent, ils s'acquittent également de la plupart des corvées les plus banales au sein de l'écurie dans laquelle ils vivent.

## Jonokuchi
Jonokuchi (序ノ口 or 序の口) est la division la plus basse. Tous les lutteurs commencent par cette division, à l'exception de ceux dont la carrière amateur a permis une entrée directe dérogatoire en makushita ou sandanme. Au-delà des nouvelles recrues, cette division compte un certain nombre de lutteurs rétrogradés pour cause de blessure prolongée. Comme pour les autres divisions inférieures au jūryō, les lutteurs n'effectuent que sept combats au cours d'un tournoi.

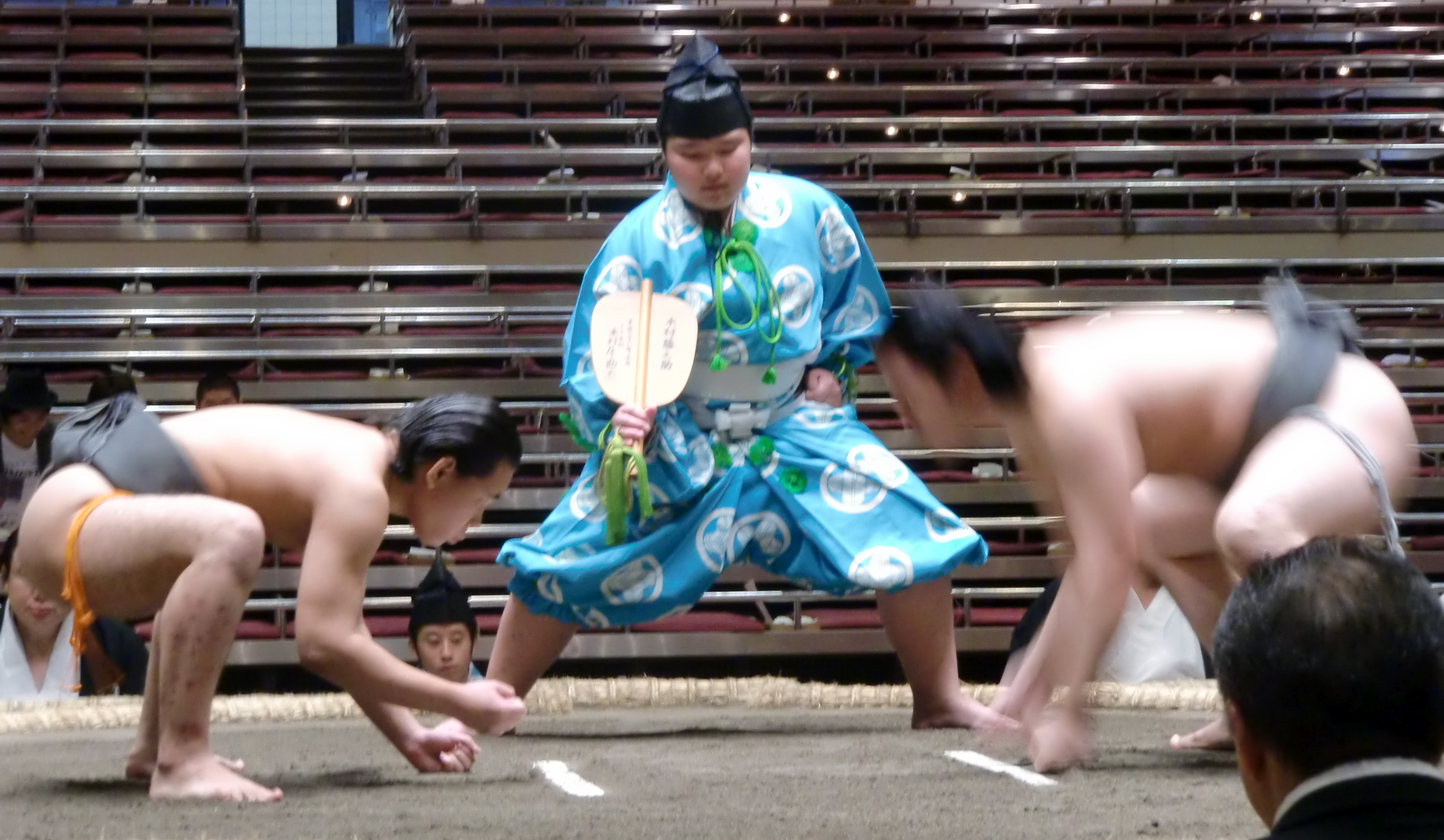
Combat de Jonokuchi

La position initiale d'un nouveau lutteur dans la division jonokuchi est déterminée par sa performance au maezumō, un tournoi organisé entre les nouveaux lutteurs au moment du grand tournoi avant qu'ils ne soient classés pour la première fois. La division jonokuchi varie en taille et comprend généralement entre 40 et 90 lutteurs, le compte le plus élevé étant atteint à chaque tournoi de mai car le nombre de recrues apparaissant dans le maezumō est généralement le plus élevé lors du tournoi de mars précédent, à la fin de l'année scolaire japonaise. Jonokuchi est la seule division dans laquelle les lutteurs peuvent être promus avec un résultat comptant une majorité de défaites, en particulier pour le tournoi de mai du fait de l'afflux important de nouvelles recrues.
Le mot jonokuchi est également utilisé comme expression pour décrire quelque chose qui vient de commencer.

## A lire également
- Glossaire des termes de sumo